# Kenny Begins

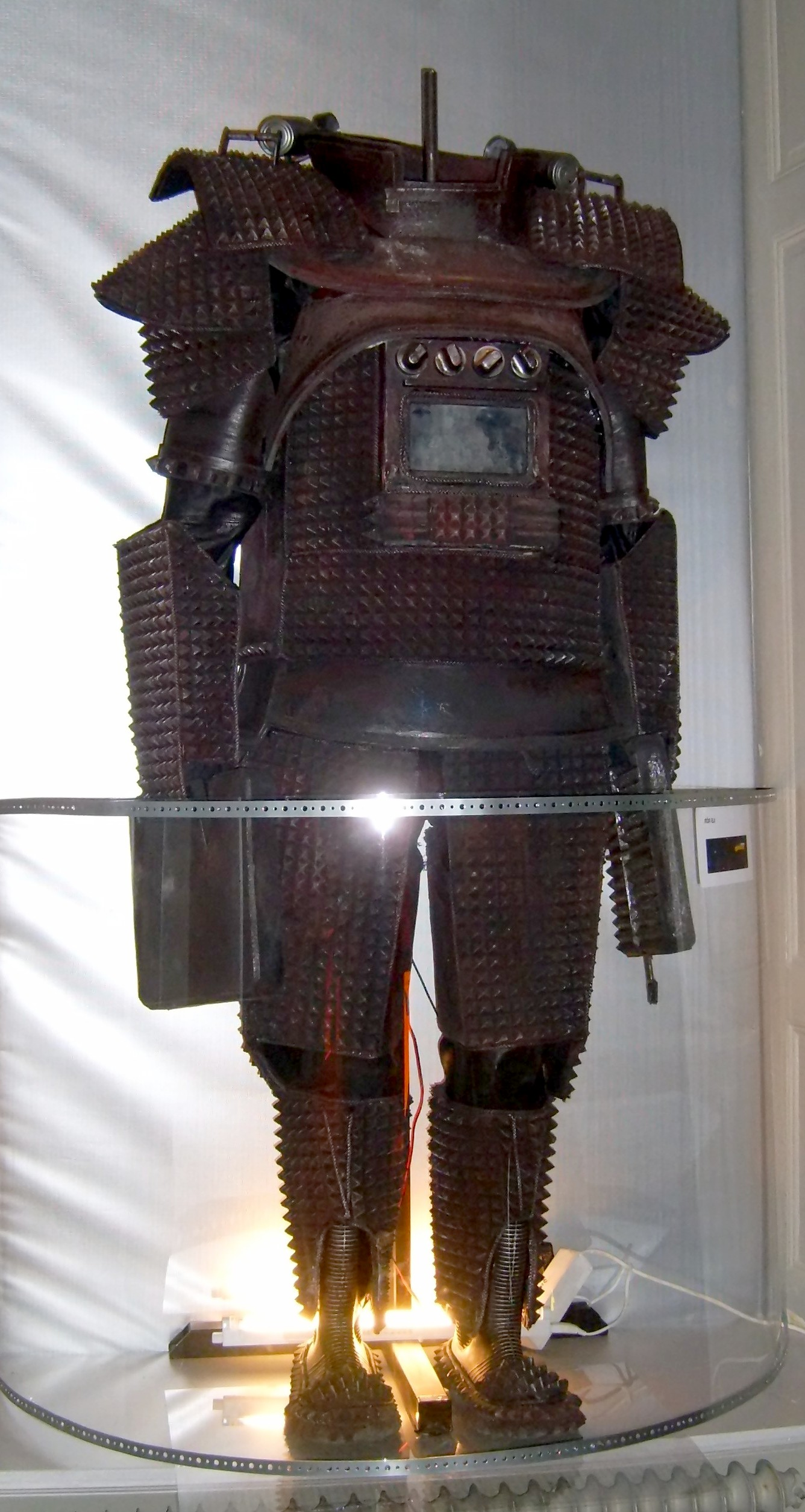
Fires dräkt från inspelningen.

Kenny Begins är en svensk långfilm från 2009. Filmen är en prequel till TV-serien Kenny Starfighter (1997) och hade för Sverige en stor budget på hela 34 miljoner kronor. Filmen hade biopremiär den 25 mars, men en smygpremiär gavs redan den 21 mars, på ett fåtal biografer.

## Handling
Filmen börjar med att Kenny Starfighter (Johan Rheborg), som gått om på Galaxhjälteakademin flera år, ska göra sitt examensprov. Då familjen inte har råd att låta honom gå kvar är alternativet om han misslyckas att bli frisör i familjesalongen. I examensprovet, som är en poängjakt där eleverna får poäng för allt från att ta fast en fortkörare till att rädda universum, kraschlandar Kenny av misstag på jorden efter att ha jagat en fortkörare. På jorden råkar han ihop med Pontus (Bill Skarsgård), en haltande femtonåring med glasögon som mobbas i skolan. Då han gömt sig för sina mobbare har Pontus råkat komma i kontakt med en grön kraftkristall, som han vidrört och således fått övermänskliga krafter. Kristallen är dock hett eftertraktad av universums intelligentaste man, Rutger Oversmart (Jan Mybrand), som vill ha den för att också bli universums mäktigaste man. Via ett hemligt övervakningssystem lyckas Rutger få reda på att Pontus tömt kristallen på energi i samband med att han vidrört den, och han skickar därför tre prisjägare, Earth, Wind och Fire, att ta fast Pontus, så att han ska kunna dra ut kristallens energi ur honom. Filmens huvudhandling är kampen mellan å ena sidan Kenny, Pontus och hans skolkamrat Miranda (Carla Abrahamsen), och å andra sidan Rutger Oversmart och hans hantlangare, inklusive prisjägarna.

## Rollista
| Skådespelare         | Roll              |
| -------------------- | ----------------- |
| Johan Rheborg        | Kenny Starfighter |
| Per Mårtenson        | Benny Starfighter |
| Sissela Kyle         | Jenny Starfighter |
| Björn Gustafsson     | Lenny Starfighter |
| Pernilla August      | Rektor            |
| Bill Skarsgård       | Pontus            |
| Carla Abrahamsen     | Miranda           |
| Jan Mybrand          | Rutger Oversmart  |
| Johan Glans          | Kapten Kaos       |
| Brasse Brännström    | General Sudoku    |
| Per Ragnar           | Kejsar Zing       |
| Cecilia Frode        | Underhuggare 1    |
| Per Svensson         | Underhuggare 2    |
| Josephine Bornebusch | Underhuggare 3    |
| Nils Kärnekull       | Sudokus assistent |
| Sten Elfström        | Vaktmästare       |
| Kalle Moraeus        | Rymdbrottsling    |
| Rosie Anderberg      | Earth             |
| Yan Kai Yu           | Wind              |
| Hayes Jemide         | Fire              |

### Övriga roller
- Karl Sallnäs - Gary
- Carl Åstrand - Mango man
- Eva Dahlgren - Servitris
- Jeanette Albertsson - Memorymatic
- Mats Lindberg - Clownglassröst
- Leif Wedin - Reportern
- Christoffer Nordenrot - Sudokus assistent
- Filip Arsic-Johnsson - Nyfiken pojke
- Gustav Anestam - Garys Polare
- Ville Lande - Garys polare
- Sonja Schwarzenberger - Magmatechguide

## Produktion
Serien spelades på tio veckor våren 2008.